# Armorial de Gelre
El Armorial de Gelre, (en holandés:Wapenboek Guelders) es un armorial escrito entre el 1370 y el 1414. La mayoría de historiadores atribuyen la autoría al heraldo Claes Heinenszoon, llamado Gelre, que le da nombre. El libro muestra 1.755 escudos de armas en color de toda Europa. Actualmente está depositado en la Real Biblioteca de Bélgica bajo la referencia ms. 15652-56. El libro resulta ser de una importante relevancia como fuente histórica, por ejemplo en Dinamarca se utilizó como fuente para determinar los colores de la Bandera de Dinamarca a partir de los colores que otorgaba el armorial a los Dannebrog. 

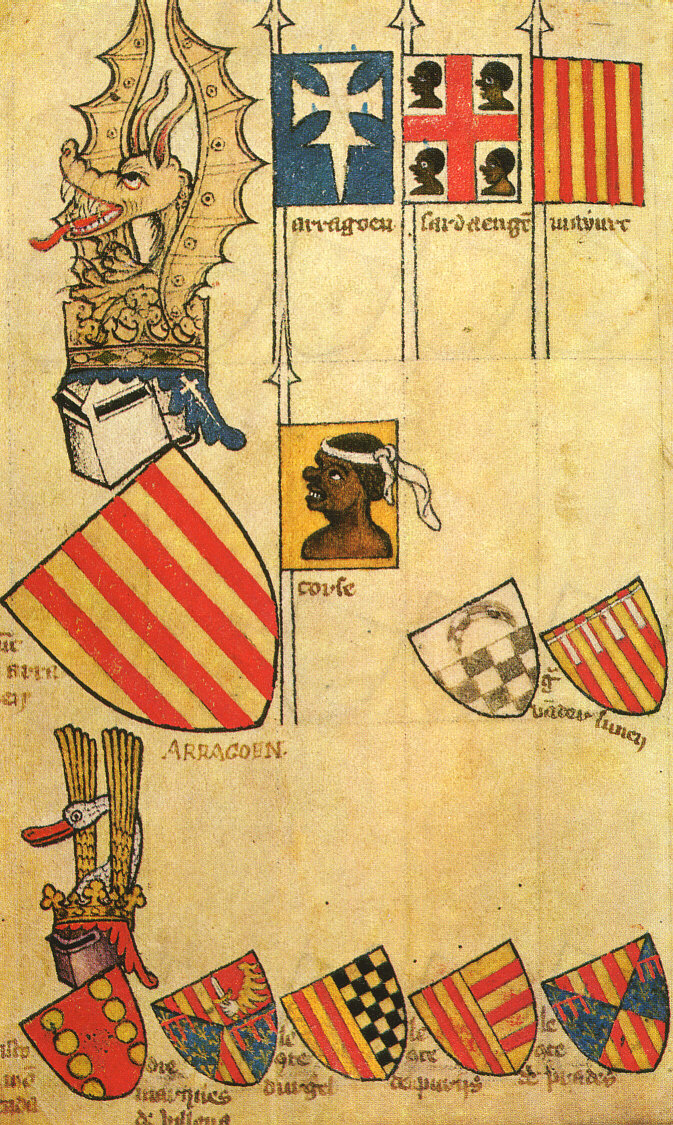
Folio 62r del Armorial de Gelre dedicado a la Corona de Aragón.